# Anhausen Kloster
Anhausen Kloster var et paulinerkloster for eremitter, der lå i det nuværende Satteldorf, Landkreis Schwäbisch Hall i Baden-Württemberg, Tyskland. Nu om dage er den eneste rest af klosteret den såkaldte Anhäuser Mauer, en 18 meter høj og 10 meter bred fritstående mur.
Klosteret blev oprettet i begyndelsen af det 15. århundrede, men godt hundrede år senere, da reformationen var gået gennem området, forlangte den omvendte, lokale markgreve Georg af Brandenburg-Ansbach, at klosteret skulle rømmes. Den sidste prior forlod klosteret i 1557, og omkring år 1700 blev det ødelagt på nær den stadig eksisterende mur.
49°12′04″N 10°02′33″Ø / 49.2011°N 10.0426°Ø